# Fotbal Club Sheriff Tiraspol 2016-2017
Questa voce raccoglie le informazioni riguardanti lo Sheriff Tiraspol nelle competizioni ufficiali della stagione 2016-2017.

## Maglie e sponsor
Il fornitore tecnico per la stagione 2016-2017 è Adidas. Lo sponsor di maglia è IDC.
| 1ª divisa | 2ª divisa |

## Rosa
| N. |                           | Ruolo | Calciatore         |
| -- | ------------------------- | ----- | ------------------ |
| 1  | Bulgaria (bandiera)       | P     | Božidar Mitrev     |
| 3  | Moldavia (bandiera)       | D     | Ion Jardan         |
| 4  | Sierra Leone (bandiera)   | C     | Khalifa Jabbie     |
| 6  | Brasile (bandiera)        | D     | Victor Oliveira    |
| 7  | Brasile (bandiera)        | C     | Joálisson          |
| 8  | Moldavia (bandiera)       | C     | Radu Gînsari       |
| 9  | Croazia (bandiera)        | A     | Josip Ivančić      |
| 9  | Moldavia (bandiera)       | A     | Vladimir Ambros    |
| 11 | Brasile (bandiera)        | A     | Ricardinho         |
| 12 | Moldavia (bandiera)       | P     | Maxim Bardîș       |
| 14 | Burkina Faso (bandiera)   | C     | Wilfried Balima    |
| 15 | Costa d'Avorio (bandiera) | D     | Marcel Metoua      |
| 17 | Moldavia (bandiera)       | C     | Vladislav Ivanov   |
| 17 | Moldavia (bandiera)       | D     | Artiom Rozgoniuc   |
| 18 | Costa d'Avorio (bandiera) | C     | Ibrahim Koné       |
| 19 | Moldavia (bandiera)       | D     | Serghei Svinarenco |
| 20 | Burkina Faso (bandiera)   | C     | Cyrille Bayala     |
| 21 | Moldavia (bandiera)       | D     | Maxim Potîrniche   |
| 23 | Slovacchia (bandiera)     | D     | Dionatan Teixeira  |

| N. |                                 | Ruolo | Calciatore       |
| -- | ------------------------------- | ----- | ---------------- |
| 24 | Ghana (bandiera)                | C     | Seidu Yahaya     |
| 25 | Moldavia (bandiera)             | P     | Serghei Juric    |
| 26 | Croazia (bandiera)              | D     | Dino Škvorc      |
| 28 | Moldavia (bandiera)             | P     | Alexei Koșelev   |
| 29 | Moldavia (bandiera)             | A     | Eugeniu Rebenja  |
| 30 | Croazia (bandiera)              | C     | Josip Brezovec   |
| 31 | Svizzera (bandiera)             | A     | Danijel Subotić  |
| 31 | Moldavia (bandiera)             | D     | Artur Crăciun    |
| 32 | Moldavia (bandiera)             | A     | Evgheni Oancea   |
| 33 | Moldavia (bandiera)             | C     | Mihail Caimacov  |
| 34 | Moldavia (bandiera)             | C     | Ivan Urvanțev    |
| 37 | Moldavia (bandiera)             | D     | Vitalie Bordian  |
| 39 | Belgio (bandiera)               | C     | Ziguy Badibanga  |
| 55 | Bosnia ed Erzegovina (bandiera) | D     | Mateo Sušić      |
| 88 | Bosnia ed Erzegovina (bandiera) | C     | Zoran Kvržić     |
| 90 | Serbia (bandiera)               | D     | Vujadin Savić    |
| 93 | Moldavia (bandiera)             | A     | Maxim Iurcu      |
| 99 | Moldavia (bandiera)             | A     | Vitalie Damașcan |

## Calciomercato

### Sessione estiva
| Acquisti | Acquisti         | Acquisti           | Acquisti                |
| R.       | Nome             | da                 | Modalità                |
| -------- | ---------------- | ------------------ | ----------------------- |
| P        | Georgi Georgiev  | Gostaresh Foulad   | fine prestito           |
| D        | Vitalie Bordian  | Dacia Chișinău     | svincolato              |
| D        | Victor Oliveira  | Fluminense         | definitivo (0,15 mln €) |
| D        | Dino Škvorc      | Hapoel Kfar Saba   | svincolato              |
| C        | Cyrille Bayala   | El Dakhleya        | definitivo              |
| C        | Josip Brezovec   | Rijeka             | definitivo (0,25 mln €) |
| C        | Zoran Kvržić     | Rijeka             | prestito                |
| C        | Vladislav Ivanov | Dinamo-Auto        | svincolato              |
| C        | Vadim Rață       | Speranța Nisporeni | fine prestito           |
| A        | Igor Dima        | Speranța Nisporeni | fine prestito           |
| A        | Ricardinho       | Sharjah            | fine prestito           |

| Cessioni | Cessioni           | Cessioni           | Cessioni   |
| R.       | Nome               | a                  | Modalità   |
| -------- | ------------------ | ------------------ | ---------- |
| P        | Georgi Georgiev    | Botev Plovdiv      | svincolato |
| D        | Fidan Aliti        | Slaven Belupo      | svincolato |
| D        | Constantin Bogdan  | Spartaks Jūrmala   | definitivo |
| D        | Amer Dupovac       | RNK Spalato        | svincolato |
| D        | Antony Golec       | Persepolis         | definitivo |
| D        | Valerii Macrițchii | Petrocub Hîncești  | prestito   |
| D        | Andrei Novicov     | Zarea Bălți        | svincolato |
| D        | Artiom Rozgoniuc   | Speranța Nisporeni | prestito   |
| C        | Cadú               |                    | svincolato |
| C        | Goran Galešić      | Chimki             | svincolato |
| C        | Artur Pătraș       |                    | svincolato |
| C        | Bruno Pelissari    | Delhi Dynamos      | svincolato |
| C        | Vadim Rață         | Zarea Bălți        | definitivo |
| A        | Igor Dima          | Speranța Nisporeni | svincolato |
| A        | Andrei Macrițchii  | Petrocub Hîncești  | prestito   |
| A        | Vadim Paireli      | Dugopolje          | prestito   |

### Sessione invernale
| Acquisti | Acquisti           | Acquisti           | Acquisti      |
| R.       | Nome               | da                 | Modalità      |
| -------- | ------------------ | ------------------ | ------------- |
| D        | Artur Crăciun      | Zimbru Chișinău    | definitivo    |
| D        | Ion Jardan         | Zimbru Chișinău    | definitivo    |
| D        | Valerii Macrițchii | Petrocub Hîncești  | fine prestito |
| D        | Artiom Rozgoniuc   | Speranța Nisporeni | fine prestito |
| D        | Dionatan Teixeira  | Stoke City         | definitivo    |
| C        | Ziguy Badibanga    |                    | svincolato    |
| C        | Ibrahim Koné       | Saxan              | prestito      |
| A        | Andrei Macrițchii  | Petrocub Hîncești  | fine prestito |
| A        | Vladimir Ambros    | Petrocub Hîncești  | prestito      |

| Cessioni | Cessioni           | Cessioni           | Cessioni   |
| R.       | Nome               | a                  | Modalità   |
| -------- | ------------------ | ------------------ | ---------- |
| P        | Božidar Mitrev     |                    | svincolato |
| D        | Valerii Macrițchii | Speranța Nisporeni | prestito   |
| D        | Marcel Metoua      |                    | svincolato |
| D        | Dino Škvorc        |                    | svincolato |
| A        | Maxim Iurcu        |                    | svincolato |
| A        | Vladislav Ivanov   |                    | svincolato |
| A        | Josip Ivančić      | Hapoel Ashkelon    | definitivo |
| A        | Danijel Subotić    | Qəbələ             | definitivo |

## Risultati

### Divizia Națională
| Arbitro: | Banari (Căușeni) |

|           |           |                         |
| Kvržić 9’ | Marcatori | 47’ Novicov 89’ Bugaiov |

| Arbitro: | Stoianov (Taraclia) |

|  |           |               |
|  | Marcatori | 90+3’ Rebenja |

| Arbitro: | Orlic (Chișinău) |

|                                                                               |           |  |
| Savić 4’ Rebenja 32’ Brezovec 52’ (rig.) Kvržić 58’, 83’ Iurcu 70’ Jabbie 74’ | Marcatori |  |

| Arbitro: | Sidenco (Bălți) |

|                               |           |  |
| Brezovec 20’, 44’ Subotić 79’ | Marcatori |  |

| Arbitro: | Tupicica (Ialoveni) |

|                                       |           |  |
| Anton 54’ (aut.) Sušić 61’ Kvržić 88’ | Marcatori |  |

| Arbitro: | Tupicica (Ialoveni) |

|                              |           |  |
| Feščuk 16’, 61’ Cojocaru 68’ | Marcatori |  |

| Arbitro: | Stoianov (Taraclia) |

|                                |           |  |
| Brezovec 44’ (rig.) Škvorc 58’ | Marcatori |  |

| Arbitro: | Rochin (Chișinău) |

|  |           |                  |
|  | Marcatori | 13’ (aut.) Jalbă |

| Arbitro: | Tean (Chișinău) |

|                        |           |  |
| Subotić 42’ Balima 50’ | Marcatori |  |

| 30 settembre 2016 10ª giornata |  | – Turno di riposo |  |  |

| Hîncești 16 ottobre 2016, ore 15:00 EEST 11ª giornata | Petrocub Hîncești | 0 – 0 referto | Sheriff Tiraspol | Stadio municipale (300 spett.)\| Arbitro: \| Rochin (Chișinău) \| |
| Arbitro:                                              | Rochin (Chișinău) |               |                  |                                                                   |

| Bălți 21 ottobre 2016, ore 15:00 EEST 12ª giornata | Zarea Bălți         | 0 – 0 referto | Sheriff Tiraspol | Stadio municipale (1 500 spett.)\| Arbitro: \| Tupicica (Ialoveni) \| |
| Arbitro:                                           | Tupicica (Ialoveni) |               |                  |                                                                       |

| Arbitro: | Ivancenco (Bălți) |

|                                         |           |  |
| Brezovec 13’ Ricardinho 34’ Subotić 70’ | Marcatori |  |

| Arbitro: | Sidenco (Bălți) |

|             |           |                            |
| Lăcustă 56’ | Marcatori | 25’ Ricardinho 83’ Rebenja |

| Arbitro: | Malinovschii (Chișinău) |

|            |           |                                                                |
| Fofana 52’ | Marcatori | 52’ (rig.), 76’ Brezovec 63’ Kvržić 72’ Rebenja 88’ Svinarenco |

| Arbitro: | Tean (Chișinău) |

|           |           |                                                     |
| Rusnac 5’ | Marcatori | 19’ (rig.) Brezovec 26’, 50’ Ricardinho 69’ Gînsari |

| Arbitro: | Ivancenco (Bălți) |

|             |           |  |
| Gînsari 31’ | Marcatori |  |

| Arbitro: | Banari (Căușeni) |

|                                |           |             |
| Andronic 9’ Rebenja 34’ (aut.) | Marcatori | 64’ Ivančić |

| Arbitro: | Sidenco (Bălți) |

|              |           |  |
| Brezovec 14’ | Marcatori |  |

| Arbitro: | Tupicica (Ialoveni) |

|  |           |                        |
|  | Marcatori | 3’ Oancea 41’ Brezovec |

| 28 febbraio 2017 21ª giornata |  | – Turno di riposo |  |  |

| Arbitro: | Stoianov (Taraclia) |

|                                             |           |  |
| Bayala 12’ Ricardinho 27’, 53’ Brezovec 35’ | Marcatori |  |

| Arbitro: | Tupicica (Ialoveni) |

|                                                            |           |  |
| Brezovec 6’ Badibanga 25’ Savić 35’ Bayala 51’ Gînsari 79’ | Marcatori |  |

| Arbitro: | Stoianov (Taraclia) |

|  |           |                           |
|  | Marcatori | 11’ Oancea 82’ Ricardinho |

| 31 marzo 2017 25ª giornata |  | – Turno di riposo |  |  |

| Arbitro: | Tupicica (Ialoveni) |

|  |           |              |
|  | Marcatori | 74’ Cojocaru |

| Arbitro: | Tean (Chișinău) |

|  |           |              |
|  | Marcatori | 76’ Damașcan |

| Arbitro: | Cojocaru (Chișinău) |

|                |           |                     |
| Ricardinho 66’ | Marcatori | 6’ Roșca 84’ Vremea |

| Arbitro: | Ivancenco (Bălți) |

|  |           |                           |
|  | Marcatori | 17’ Bayala 77’ Ricardinho |

| Arbitro: | Tupicica (Ialoveni) |

|                                    |           |             |
| Ricardinho 4’, 14’, 60’ Bayala 68’ | Marcatori | 76’ Plătică |

| Ghidighici 6 maggio 2017, ore 17:00 EEST 31ª giornata | Dinamo-Auto         | 0 – 0 referto | Sheriff Tiraspol | Stadio municipale (400 spett.)\| Arbitro: \| Stoianov (Taraclia) \| |
| Arbitro:                                              | Stoianov (Taraclia) |               |                  |                                                                     |

| Arbitro: | Banari (Căușeni) |

|                                                                        |           |             |
| Savić 3’ Gînsari 23’ Bayala 39’ Damașcan 45’, 70’ Joálisson 89’, 90+2’ | Marcatori | 58’ Sumchin |

| Arbitro: | Ceban (Chișinău) |

|  |           |                                                                     |
|  | Marcatori | 11’ Damașcan 28’, 57’, 90+3’ Ricardinho 56’ (aut.) Negru 77’ Bayala |

#### Spareggio
| Arbitro: | Banari (Căușeni) |

|                            |                      |                      |
| Damașcan 37’               | Marcatori            | 73’ Posmac           |
| Ricardinho Teixeira Oancea | Tiri di rigore 3 – 0 | Sărmov Kablaš Seoane |

### Coppa di Moldavia
| Arbitro: | Ceban (Chișinău) |

| |           |  |
| Ivančić 2’, 21’, 44’, 45’ Savić 25’ Ivanov 32’, 35’, 36’, 64’ Bayala 39’ Ricardinho 63’ Rebenja 67’ Gînsari 88’ | Marcatori |  |

| Arbitro: | Banari (Căușeni) |

|  |           |             |
|  | Marcatori | 62’ Gînsari |

| Arbitro: | Tupicica (Ialoveni) |

|                                                |                      |                                                         |
| Călugher 11’                                   | Marcatori            | 39’ Savić                                               |
| Pătraș Ursu Taras Călugher Plămădeală Osipenco | Tiri di rigore 4 – 5 | Ricardinho Gînsari Bordian Damașcan Joálisson Badibanga |

| Arbitro: | Ulusoy |

|                                                 |           |  |
| Damașcan 49’, 59’ Bayala 54’, 56’ Joálisson 89’ | Marcatori |  |

### Champions League
| Arbitro: | del Cerro Grande |

|                                          |           |                          |
| Ogu 43’ Barda 51’ (rig.) Radi 89’ (rig.) | Marcatori | 21’ Ivančić 64’ Brezovec |

| Tiraspol 19 luglio 2016, ore 20:00 EEST Secondo turno preliminare - Ritorno | Sheriff Tiraspol | 0 – 0 referto | Hapoel Be'er Sheva | Stadio Sheriff (8 184 spett.)\| Arbitro: \| Stefański \| |
| Arbitro:                                                                    | Stefański        |               |                    |                                                          |

### Supercoppa
| Arbitro: | Stoianov (Taraclia) |

|                                       |           |             |
| Subotić 18’, 82’ (rig.) Rebenja 90+1’ | Marcatori | 20’ Bugaiov |

## Statistiche
| Competizione           | Punti | In casa | In casa | In casa | In casa | In casa | In casa | In trasferta | In trasferta | In trasferta | In trasferta | In trasferta | In trasferta | Totale | Totale | Totale | Totale | Totale | Totale | DR  |
| Competizione           | Punti | G       | V       | N       | P       | Gf      | Gs      | G            | V            | N            | P            | Gf           | Gs           | G      | V      | N      | P      | Gf     | Gs     | DR  |
| ---------------------- | ----- | ------- | ------- | ------- | ------- | ------- | ------- | ------------ | ------------ | ------------ | ------------ | ------------ | ------------ | ------ | ------ | ------ | ------ | ------ | ------ | --- |
| Divizia Națională      | 69    | 15      | 12      | 0       | 3       | 44      | 7       | 15           | 10           | 3            | 2            | 27           | 8            | 30     | 22     | 3      | 5      | 71     | 15     | +56 |
| Coppa di Moldavia      | -     | 1       | 1       | 0       | 0       | 13      | 0       | 2            | 1            | 1            | 0            | 2            | 1            | 4      | 3      | 1      | 0      | 20     | 1      | +19 |
| Champions League       | -     | 1       | 0       | 1       | 0       | 0       | 0       | 1            | 0            | 0            | 1            | 2            | 3            | 2      | 0      | 1      | 1      | 2      | 3      | -1  |
| Supercoppa di Moldavia | -     | 0       | 0       | 0       | 0       | 0       | 0       | 0            | 0            | 0            | 0            | 0            | 0            | 1      | 1      | 0      | 0      | 3      | 1      | +2  |
| Totale                 | 69    | 17      | 13      | 1       | 3       | 57      | 7       | 18           | 11           | 4            | 3            | 31           | 12           | 37     | 26     | 5      | 6      | 96     | 20     | +76 |